# Haas VF-20
Chronologie des modèles (2020)
Haas VF-19 Haas VF-21
La Haas VF-20 est la monoplace de Formule 1 engagée par l'écurie américaine Haas F1 Team dans le cadre du championnat du monde de Formule 1 2020. La paire de pilotes est composée, pour la quatrième année consécutive, du Français Romain Grosjean et du Danois Kevin Magnussen.

## Conception de la monoplace
La Haas VF-20 est présentée sur Internet le 6 février 2020. Elle se distingue de sa devancière, la Haas VF-19, par une livrée gris clair, blanche et rouge, similaire à celle de la Haas VF-18 de 2018 ; ce changement de livrée est la conséquence de la rupture du partenariat avec le fabricant de boissons énergisantes Rich Energy.
Gene Haas, le propriétaire de l'écurie, souhaite régulièrement marquer des points grâce à la VF-20 et vise la cinquième place du championnat du monde des constructeurs, le même résultat qu'obtenu en 2018, lors de sa meilleure saison en Formule 1. Günther Steiner, le directeur de Haas, estime que la stabilité de la réglementation technique en 2020 « a permis d'améliorer la compréhension de la voiture » et de trouver des solutions aux faiblesses identifiées sur la VF-19, dont la mise au point en 2019 s'est révélée difficile.

## Résultats en championnat du monde de Formule 1
| Saison | Écurie       | Moteur                             | Pneus   | Pilotes           | Courses | Courses | Courses | Courses | Courses | Courses | Courses | Courses | Courses | Courses | Courses | Courses | Courses | Courses | Courses | Courses | Courses | Points inscrits | Classement |
| Saison | Écurie       | Moteur                             | Pneus   | Pilotes           | 1       | 2       | 3       | 4       | 5       | 6       | 7       | 8       | 9       | 10      | 11      | 12      | 13      | 14      | 15      | 16      | 17      | Points inscrits | Classement |
| ------ | ------------ | ---------------------------------- | ------- | ----------------- | ------- | ------- | ------- | ------- | ------- | ------- | ------- | ------- | ------- | ------- | ------- | ------- | ------- | ------- | ------- | ------- | ------- | --------------- | ---------- |
| 2020   | Haas F1 Team | Ferrari V6 turbo Tipo 066 EVO 1.6L | Pirelli |                   | AUT     | STY     | HON     | GBR     | 70e     | ESP     | BEL     | ITA     | TOS     | RUS     | EIF     | POR     | E-R     | TUR     | BAH     | SAK     | ABU     | 3               | 9e         |
| 2020   | Haas F1 Team | Ferrari V6 turbo Tipo 066 EVO 1.6L | Pirelli | Romain Grosjean   | Abd.    | 13e     | 16e     | 16e     | 16e     | 19e     | 15e     | 12e     | 12e     | 17e     | 9e      | 17e     | 14e     | Abd.    | Abd.    |         |         | 3               | 9e         |
| 2020   | Haas F1 Team | Ferrari V6 turbo Tipo 066 EVO 1.6L | Pirelli | Kevin Magnussen   | Abd.    | 12e     | 10e     | Abd.    | Abd.    | 15e     | 17e     | Abd.    | Abd.    | 12e     | 13e     | 16e     | Abd.    | 17e*    | 17e     | 15e     | 18e     | 3               | 9e         |
| 2020   | Haas F1 Team | Ferrari V6 turbo Tipo 066 EVO 1.6L | Pirelli | Pietro Fittipaldi |         |         |         |         |         |         |         |         |         |         |         |         |         |         |         | 17e     | 19e     | 3               | 9e         |

Légende : ici 
- *Le pilote n'a pas terminé la course mais est classé pour avoir parcouru 90% de la distance prévue